# The Nun's Story
The Nun's Story (bra: Uma Cruz à Beira do Abismo; prt: História de uma Freira) é um filme de drama americano de 1959, dirigido por Fred Zinnemann e estrelado por Audrey Hepburn, Peter Finch, Edith Evans e Peggy Ashcroft. O roteiro foi escrito por Robert Anderson, baseado no romance homônimo de 1956 de Kathryn Hulme. O filme conta a vida da irmã Luke (Hepburn), uma jovem belga que decide entrar em um convento e fazer os muitos sacrifícios exigidos por sua escolha.
O livro foi baseado na vida de Marie Louise Habets, uma enfermeira belga que passou tempo como freira. O filme acompanha o livro de perto, embora alguns críticos acreditem que o filme mostre uma tensão sexual na relação entre o Dr. Fortunati (Peter Finch) e a irmã Luke, que está ausente do romance.
A maior parte dos locais de filmagens do filme acontece no Congo Belga, onde a irmã Luke ajuda o Dr. Fortunati em procedimentos cirúrgicos em um hospital missionário. O local era Yakusu, um centro de atividade missionária e médica no Congo Belga.

## Sinopse
O filme se inicia em 1930, quando a jovem Gabrielle, filha de um famoso cirurgião, entra para o convento de Bruges na Bélgica. Ela quer trabalhar como freira-enfermeira no Congo Belga, mas a dificuldade em aceitar a rígida rotina da vida religiosa a leva a ter esse desejo atendido adiado, tendo que passar antes por três anos na enfermagem em um hospital psiquiátrico. Finalmente, consegue ir para a África onde vai trabalhar com o competente Doutor Fortunati.

## Elenco
- Audrey Hepburn como a irmã Luke (Gabrielle "Gaby" Van Der Mal)
- Peter Finch como Dr. Fortunati
- Edith Evans como Rev. Madre Emmanuel
- Peggy Ashcroft como mãe Mathilde
- Dean Jagger como o Dr. Hubert Van Der Mal
- Mildred Dunnock como irmã Margharita
- Beatrice Straight como Madre Christophe
- Patricia Collinge como irmã William
- Rosalie Crutchley como irmã Eleanor
- Ruth White como madre Marcella
- Barbara O'Neil como madre Didyma
- Margaret Phillips como irmã Pauline
- Patricia Bosworth como Simone
- Colleen Dewhurst como "Arcanjo Gabriel"
- Stephen Murray como Capelão (Padre André)
- Lionel Jeffries como o Dr. Goovaerts
- Niall MacGinnis como padre Vermeuhlen
- Eva Kotthaus como irmã Marie
- Molly Urquhart como irmã Augustine
- Dorothy Alison como a irmã Aurelie
- Richard O'Sullivan como Pierre Van Der Mal
- Jeanette Sterke como Louise Van Der Mal
- Errol John como Illunga
- Orlando Martins como Kalulu

## Prêmios e honras
O filme foi indicado para oito Oscars, incluindo Melhor Atriz (Audrey Hepburn), Melhor Fotografia, a Cores, Melhor Diretor, Melhor Montagem, Melhor Trilha Sonora Original, Melhor Filme, Melhor Mixagem (George Groves) e Melhor Roteiro Adaptado.
The Nun's Story foi um grande sucesso de bilheteria. Produzido com um orçamento de US$ 3,5 milhões, arrecadou US$ 12,8 milhões nas bilheterias domésticas, arrecadando US$ 6,3 milhões em aluguel de filmes nos EUA. Foi considerado, por um tempo, como o mais bem-sucedido financeiramente dos filmes de Hepburn e a que a atriz costumava citar como favorito. Hepburn conheceu Marie-Louise Habets enquanto se preparava para o papel, e Habets mais tarde ajudou Hepburn a recuperar a saúde após seu quase fatal acidente de cavalo no set do filme de 1960, The Unforgiven.
The Nun's Story recebeu seu primeiro lançamento oficial em DVD na América do Norte em 4 de abril de 2006. A história por trás do livro e filme foi tema da The Belgian Nurse, uma peça de rádio da Zoe Fairbairns, transmitida pela BBC Radio 4 em 13 de janeiro de 2007.